# 4096 Куширо
4096 Куширо (енгл. 4096 Kushiro) је астероид главног астероидног појаса са средњом удаљеношћу од Сунца која износи 2,808 астрономских јединица (АЈ).
Апсолутна магнитуда астероида је 12,5.